# Adware
Adware (do inglês advertisement = "anúncio", e software = "programa") é qualquer programa de computador que executa automaticamente e exibe uma grande quantidade de anúncios sem a permissão do usuário. As funções do adware servem para analisar os locais de Internet que o usuário visita e lhe apresentar publicidade pertinente aos tipos de bens ou serviços apresentados lá. 
Os adwares também são usados de forma legítima por empresas desenvolvedoras de software gratuito. Nesse caso, a instalação é opcional e suas implicações estão previstas no contrato de licença exibido durante a instalação. 
O termo adware é frequentemente usado para descrever uma forma de malware (software malicioso), geralmente aquela que apresenta anúncios indesejados para o usuário de um computador. Os anúncios produzidos por adware são, por vezes, em forma de um pop-up.
Quando o termo é usado dessa forma, a gravidade da sua implicação varia. Enquanto algumas fontes situam adware apenas como "irritante", outros a classificam como uma "ameaça online" ou até mesmo como vírus e trojans. A definição precisa do termo neste contexto também varia. O adware que observa as atividades do usuário de computador sem o seu consentimento e enviam informações por relatórios ao autor do software é chamado spyware.
Alguns programas adware têm sido criticados porque ocasionalmente possuem instruções para captar informações pessoais e as passar para terceiros, sem a autorização ou o conhecimento do usuário, e tem provocado críticas dos experts de segurança e dos defensores de privacidade, incluindo o Electronic Privacy Information Center. Porém, existem outros programas adware que não instalam spyware.
Existem programas destinados a ajudar o usuário na busca e modificação de programas adware, para bloquear a apresentação dos anúncios ou eliminar as partes de spyware. Para evitar uma reação negativa, com toda a indústria publicitária em geral, os criadores de adware devem equilibrar suas tentativas de gerar ingressos com o desejo do usuário de não ser molestado.
De acordo com a visão da Comissão Federal de Comércio, parece haver um consenso geral de que o software deve ser considerado spyware somente se for transferido ou instalado em um computador sem o conhecimento do usuário. No entanto, questões não resolvidas permanecem sobre  como, o que e quando os consumidores precisam ser informados sobre o software instalado em seus computadores. Por exemplo, os distribuidores muitas vezes divulgam um Acordo de Licença de Usuário Final (EULA) em que não há software adicional fornecido com o software principal, mas alguns membros do painel e comentadores vêem essa divulgação como suficiente para inferir o consentimento para a instalação do software fornecido.
Programas foram desenvolvidos para detectar, colocar em quarentena e remover propagandas malware, incluindo Ad-Aware, Anti-Malware Malwarebytes, Spyware Doctor e Spybot - Search & Destroy. Além desses, quase todos os softwares antivírus comerciais podem detectar adware e spyware, ou oferecer um pacote de detecção de spyware em separado.

## Softwarecomo serviço
A renda derivada de apresentar anúncios para o usuário pode permitir ou incentivar o desenvolvedor a continuar a desenvolver, manter e atualizar o produto de software.
O uso de software de propaganda no mundo dos negócios está se tornando cada vez mais popular. Um terço dos executivos de TI e de negócios em uma pesquisa de 2007 pela McKinsey & Company estão planejando usar software de anúncios nos próximos dois anos.
Exemplos de software de propaganda incluem a versão Windows do aplicativo de telefonia via Internet Skype; e do Amazon Kindle para família de leitores de e-book, que tem versões chamadas de "Kindle com Ofertas Especiais", que exibem anúncios na página inicial e no modo de suspensão em troca de preços substancialmente mais baixos.
Em 2012, a Microsoft e sua divisão de publicidade, Microsoft Advertising, anunciou que o Windows 8, o próximo grande lançamento do sistema operacional Microsoft Windows, proporcionaria métodos internos para autores de software utilizarem o suporte de publicidade como um modelo de negócio. A ideia tinha sido considerada desde 2005.
A Enciclopédia de Segurança da Microsoft de 2003 e algumas outras fontes usam o termo adware de maneira diferente: "qualquer software que se instala no seu sistema sem o seu conhecimento e exibe anúncios quando o usuário navega na Internet", isto é, uma forma de malware.

## Software suportado por publicidade
No software legítimo, as funções de publicidade são integradas ou incluídas no programa. O adware geralmente é visto pelo desenvolvedor como uma maneira de recuperar os custos de desenvolvimento e gerar receita. Em alguns casos, o desenvolvedor pode fornecer o software ao usuário gratuitamente ou a um preço reduzido. A receita derivada da apresentação de anúncios ao usuário pode permitir ou motivar o desenvolvedor a continuar desenvolvendo, mantendo e atualizando o produto de software.
O uso de software suportado por publicidade nos negócios está se tornando cada vez mais popular, com um terço dos executivos de TI e de negócios em uma pesquisa de 2007 da McKinsey & Company planejando usar software financiado por anúncios dentro dos dois anos seguintes.

### Software aplicativo
Alguns softwares são oferecidos nos modos suportado por publicidade; e pago e sem publicidade. Geralmente, este último está disponível mediante a compra on-line de um código de licença ou registro para o software que desbloqueia o modo, ou a compra e o download de uma versão separada do software. Por exemplo, em 2007, a Microsoft mudou seu pacote de produtividade Microsoft Works para ser suportado por publicidade. O Works foi substituído posteriormente pelo conjunto de softwares Microsoft Office 2010, operando no modo "inicial", que incluía anúncios. Desde 2012, este produto também está sendo desativado e substituído por Office Online (anteriormente Office Web Apps).
Alguns autores de software oferecem versões suportadas por publicidade de seu software como uma opção alternativa para organizações comerciais que procuram evitar pagar grandes quantias por licenças de software, financiando o desenvolvimento desse com taxas mais altas para anunciantes.